# Система ПОПС

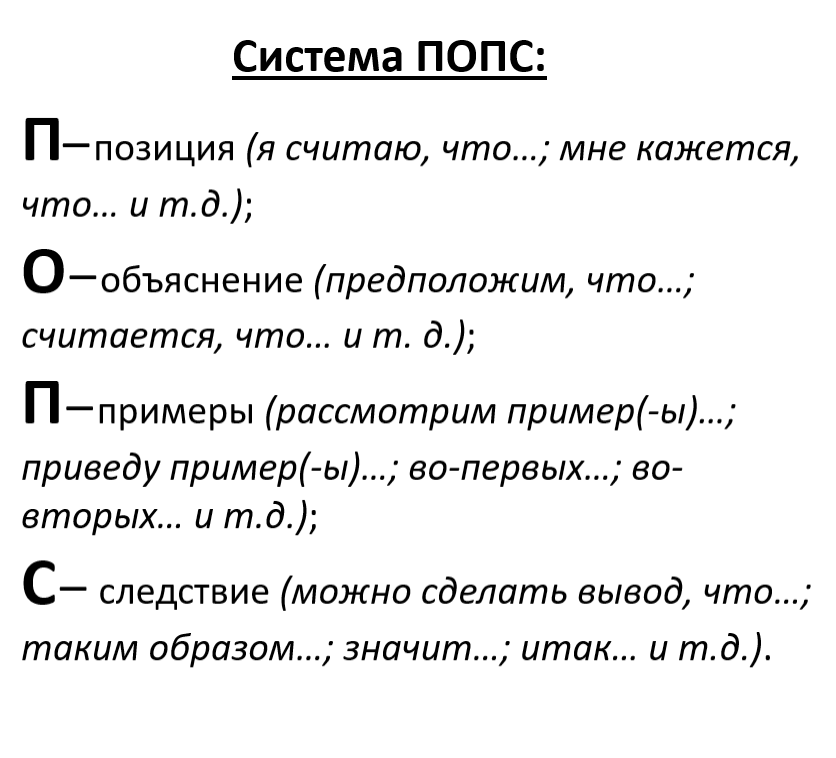
Краткая схема написания статьи по системе ПОПС.

Система ПОПС (англ. PRES-formula, Position-Reason-Explanation (or Example)-Summary) — система написания научной или публицистической статьи. Разработана профессором права Дэйвидом Маккойд-Мэйсоном из ЮАР. Данная методика активно используется в образовательных учреждениях, так как представляет собой интерактивный приём обучения, направленный на рефлексию обучающегося.

## Формула ПОПС
Система предполагает определённый порядок выполнения, состоящий из следующих слов:
П — позиция (1-я часть статьи (1-й абзац): здесь автор приводит основной тезис и ставит задачу для его подтверждения или опровержения в процессе развития статьи (для русскоязычной статьи могут использоваться такие вводные слова и выражения, как я считаю, что…; мне кажется, что… и т. д.);
О — объяснение (2-я часть статьи (2-й абзац): здесь автор приводит необходимые аргументы, для подтверждения или опровержения вышеуказанного тезиса (для русскоязычной статьи могут использоваться такие вводные слова и выражения, как предположим, что…; считается, что… и т. д.);
П — примеры (3-я часть статьи (3-й абзац): здесь автор приводит примеры, подкрепляющие вышеуказанные аргументы (для русскоязычной статьи могут использоваться такие вводные слова и выражения, как рассмотрим пример(-ы)…; во-первых…; во-вторых… и т. д.; так…; так как…; тем самым…; тому подтверждением является… и т. д.);
С — следствие (4-я часть статьи (4-й абзац): заключительная, здесь автор делает вывод на основе итогов развития статьи (для русскоязычной статьи могут использоваться такие вводные слова и выражения, как значит…; итак…; таким образом…; можно сделать вывод, что… и т. д.).
*(количество предложений в каждой части может быть выбрано лично автором, так как определённые рамки отсутствуют, но чаще всего 1-я и 4-я части самые ёмкие; 2-я и 3-я части могут включать в себя более 1-го абзаца и иметь неограниченный объём, в зависимости от того, сколько автор захочет привести аргументов и примеров, для подтверждения или опровержения указанного в 1-й части тезиса)

## Пример использования системы ПОПС
Приведём краткий пример использования данной системы на практике.
Итак, нам дан тезис: «Система ПОПС — удобный метод написания статьи». Попытаемся создать развёрнутый текст на его основе.
Позиция. Я считаю, что система ПОПС — удобный метод написания статьи. Попытаюсь доказать это.
Объяснение. Считается, что написание статьи — большой труд. Но по системе ПОПС сделать это гораздо легче, ведь она уже содержит необходимые составляющие, помогающие в написании.
Аргументы. Приведу аргументы: во-первых, система содержит определённый порядок действий и шаблон, в который можно поместить необходимую тему;
во-вторых, при написании статьи по этой системе, она получается складной и обоснованной;
в-третьих, во многих источниках к ней прилагаются вводные слова для каждой части, что также поможет при написании.
Следствие. Можно сделать вывод, что система ПОПС — действительно удобный метод написания статьи.

## История появления системы ПОПС
Система была разработана Дэйвидом Маккойд-Мэйсоном из ЮАР. В первоисточнике она называется PRES (Position-Reason-Explanation or Example-Summary). В России адаптировал эту систему первый проректор Санкт-Петербургского Института права, вице-президент ассоциации «За гражданское образование» Аркадий Гутников, благодаря которому появилась современная аббревиатура ПОПС.
Данная методика была известна достаточно давно. Школы СССР ещё с 30-х годов XX века практиковали именно её для обучения учащихся в данном направлении. Однако, систематизацию методики и название дал именно Дэйвид Маккойд-Мэйсон.

## Значение системы ПОПС
Данная система нашла своё место в школах, и её активно пропагандируют многие учителя, как передовой способ обучения выражать свои мысли. Она помогает ученикам запомнить базовые основы написания сочинения-рассуждения. Основное преимущество данной системы — её фундаментальность и шаблонность, так как её можно использовать, чтобы обоснованно и аргументированно раскрыть абсолютно любую тему. Ещё один плюс — развитие у учеников ораторского искусства в процессе развития умения написания сочинения-рассуждения или же статьи: человек лучше распознаёт тему, необходимую задачу и способы её решения, что, безусловно, поможет ему во взрослой жизни.